# Scotura fulviceps
Scotura fulviceps är en fjärilsart som beskrevs av Felder 1868. Scotura fulviceps ingår i släktet Scotura och familjen tandspinnare. Inga underarter finns listade.